# Lemnica (stacja kolejowa)
Lemnica (biał. Лемніца; ros. Лемница) – stacja kolejowa w miejscowości Lemnica, w rejonie tołoczyńskim, w obwodzie witebskim, na Białorusi. Położona jest na linii Orsza - Lepel.